# Anna Kaminski
Anna Kaminski (* 26. Mai 1984 in Nürnberg) ist eine deutsche Schauspielerin.

## Werdegang
Anna Kaminski absolvierte von 2000 bis 2004 ihre Schauspielausbildung am Schauspiel München.
Schon während ihres Studiums spielte sie in einigen Kurzfilmen der Hochschule für Fernsehen und Film München mit.
Im Fernsehen war Anna Kaminski u. a. in Serien wie SOKO 5113 (2007), Der Bulle von Tölz (2008), Die Rosenheim-Cops (2009) und in der Fernsehreihe Tatort (Gestern war kein Tag, 2011) zu sehen.
Außerdem spielte sie neben Michaela May und Jan Fedder die Rolle der
Sandy Manzel in Die göttliche Sophie – Das Findelkind (2010).
Seit 2005 spielt sie regelmäßig Theater, so u. a. in Pia Hänggis Inszenierungen von Gefährliche Liebschaften (als Cécile und Emelie) und Tartuffe (als Marianne). In Rothenburg ob der Tauber, im Stück Wer hat Angst vor Virginia Woolf? (als Süße) Inszenierung Reiyk Bergemann und in Die Räuber inszeniert von Christoph Brück (als Schweizerin).

## Filmografie (Auswahl)
- 2005: Neun (HFF)
- 2005: Ich Chef, du nix, Regie: Yasemin Samdergli (Fernsehfilm)
- 2006: SOKO 5113 (Fernsehserie, Folge: Stille Nacht, tödliche Nacht)
- 2007: Der Bulle von Tölz: Die Leonhardifahrer, Regie: Wolfgang F. Henschel
- 2009: Die Rosenheim-Cops (Fernsehserie, Folge: 167 – Gefährliche Nachbarn)
- 2010: Die göttliche Sophie – Das Findelkind (Fernsehfilm)
- 2010: Tatort – Gestern war kein Tag, Regie: Christian Görlitz (Filmreihe)
- 2013: SOKO 5113 (Fernsehserie, Folge: Das Projekt)
- 2020: Reiterhof Wildenstein (Fernsehserie, Folge: Jacomo und der Wolf)
- 2020: Lena Lorenz: Hinter Gittern (Fernsehreihe)
- 2021: Völlig meschugge?! Regie: Frank Stoye
- 2021: Der Kommissar und der See – Liebeswahn (Fernsehreihe)
- 2024: Toni, männlich, Hebamme (Fernsehreihe, Folge: Das Glück der Anderen)

## Hörspiele/Hörbücher (Auswahl)
- 2023: Hexe Luna sucht den Winter (Autorin, Sprecherin)